# Rinaldo Bontempi
Rinaldo Bontempi (Pinerolo, 2 gennaio 1944 – 14 agosto 2007) è stato un politico italiano, esponente del Partito Comunista Italiano, del Partito Democratico della Sinistra e dei Democratici di Sinistra, parlamentare europeo per due legislature.

## Biografia
Dagli anni '80 consigliere comunale a Porte per il Partito Comunista Italiano, restando in carica fino al 1995.
A fine anni ottanta è stato estensore – insieme a Enrico Morando – del Manifesto regionalista dei comunisti piemontesi.
È stato eletto eurodeputato europeo alle elezioni del 1989 con il PCI e poi riconfermato nel 1994 con il PDS. Nel Parlamento europeo è stato vicepresidente della Commissione per le libertà pubbliche e gli affari interni, membro della Commissione per gli affari sociali, l'occupazione e le condizioni di lavoro, della Delegazione per le relazioni con l'Organizzazione delle Nazioni Unite, della Commissione giuridica e per i diritti dei cittadini, della Delegazione per le relazioni con l'Australia e la Nuova Zelanda, dell'Assemblea paritetica della convenzione fra gli Stati dell'Africa, dei Caraibi e del Pacifico e l'Unione europea (ACP-UE). Conclude il proprio mandato europarlamentare nel 1999.
In seguito è nuovamente consigliere comunale a Porte dal 1999 al 2004 e ancora dal 2006 fino alla morte, sopraggiunta nell'estate 2007 all'età di 63 anni.